# Relaciones internacionales de Corea del Norte
Las relaciones internacionales de la Republica Popular Democrática de Corea son un conjunto de relaciones diplomáticas y de otra naturaleza que esta nación soberana mantiene con otro estados. Desde el 2009 ha tenido relaciones diplomáticas con más de 160 países, teniendo menos que su contencioso, Corea del Sur. Sus relaciones principalmente se basan en el desarrollo de su programa nuclear y sanciones tanto diplomáticas como económicas.
La Republica Popular Democrática de Corea mantiene relaciones con 160 países, de los cuales 49 tiene relaciones diplomáticas con embajador. Tradicionalmente con China y Rusia ha tenido relaciones amistosas, también con Malasia pero cuya relación empeoró tras el asesinato de Kim Jong-nam, hermano paterno del líder norcoreano Kim Jong-un.

## Península de Corea
Las relaciones en la península de Corea, desde un comienzo siempre ha sido tensa, pero desde 1993, cuando Corea de Norte se salió del Tratado de No Proliferación Nuclear, la tensión comenzó a escala, rompiéndose las relaciones diplomáticas entre ambas Coreas.

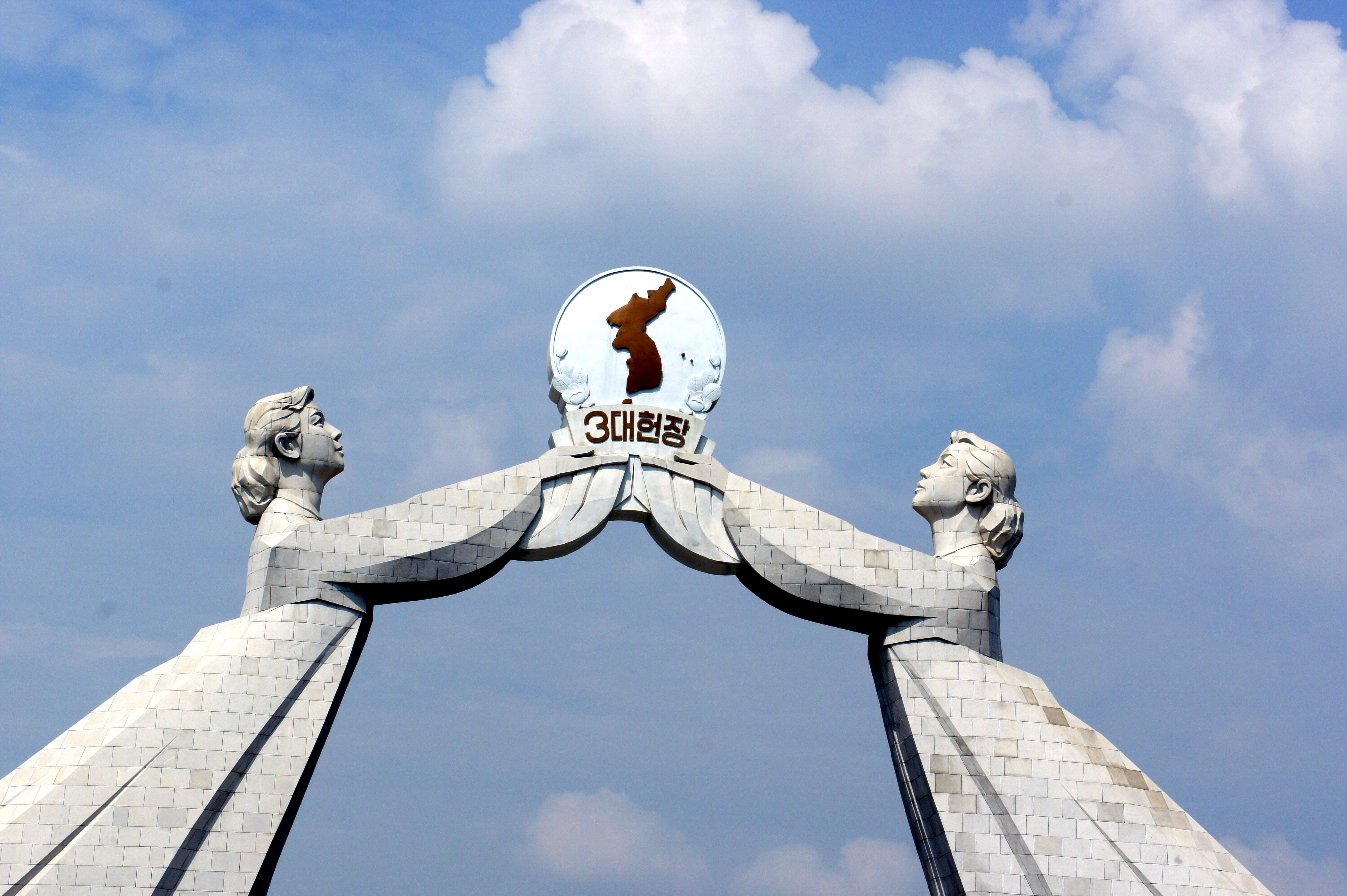
Arco de la Reunificación en Pionyang, Corea del Norte.

Actualmente, las relaciones en la península de Corea, es tensa ya que ambos países  que ocupan la península de Corea, reclaman ser el legítimo gobierno de la península.